# Grande iscrizione di Karnak
La cosiddetta Grande Iscrizione di Karnak del re egizio Merenptah è un documento delle campagne militari di questo re contro i popoli del Mare. È situata sulla parete che unisce il VI e VII pilone del Primo cortile del Grande tempio di Amon, nel complesso templare di Karnak (nell'attuale Luxor).
L'iscrizione (che ha oggi perduto circa un terzo del suo contenuto) descrive le campagne del re ed il suo ritorno con bottino e prigionieri.